# Synargis bifasciata
Synargis bifasciata is een vlindersoort uit de familie van de prachtvlinders (Riodinidae), onderfamilie Riodininae.
Synargis bifasciata werd in 1902 beschreven door Mengel.